# Cuentos y leyendas de Honduras
Cuentos y leyendas de Honduras es una serie de libros escritos por el hondureño Jorge Montenegro.

## Historia
Cuentos y leyendas de Honduras nació como un programa radial creado por Montenegro a la edad de 24 años, fue transmitido por primera vez el 9 de septiembre de 1964, a través de Radio América. En 1972, Cuentos y leyendas de Honduras se convirtió en un libro que Jorge Montenegro escribió y público con ayuda de la empresa privada y su amigo personal Juan Alberto Melgar Castro. La primera edición del libro tenía un precio de cinco lempiras, pero según Montenegro nadie lo compró y tuvo que bajarle el precio a dos lempiras.
En 2006 fue lanzada el volumen 2 de Cuentos y leyendas de Honduras, impreso por la Litografía López, que contó con cuatro ediciones y fue distribuido por todo Honduras.
En 2014 fue lanzada la edición conmemorativa de cincuenta aniversario de Cuentos y leyendas de Honduras, llamada Cuentos y leyendas de Honduras 50° Aniversario. Impresa también por Litografía López, esta edición especial constó de 1,000 ejemplares.
En julio de 2017, siete meses antes del fallecimiento de Jorge Montenegro, el presidente de Honduras, Juan Orlando Hernández se comprometió a presentar una iniciativa de ley ante el Congreso Nacional de Honduras para decretar el "Día de los Cuentos y Leyendas de Honduras". Finalmente el proyecto de ley fue presentado por el diputado nacionalista José Villanueva y se decretó el 9 de septiembre "Día del Folklore Nacional" en honor a Jorge Montenegro.
Los relatos de misterio de Jorge Montenegro se trasmitieron por radio a través de Radio Nacional y por escrito en La Prensa hasta el día de su fallecimiento.

## Película
En octubre de 2014 fue estrenada la película Cuentos y leyendas de Honduras dirigida por los hondureños Javier Suazo Mejía y Rony Alvarenga. La película consta de cuatro cortometrajes inspirados en relatos de los libros, "El Cadejo", "La Sucia", "La Taconuda" y "La fiesta de ánimas".